# CINEMA Das Schweizer Filmjahrbuch
Das seit 1955 existierende CINEMA ist die älteste Filmzeitschrift der Schweiz, seit 1983 erscheint CINEMA als Jahrbuch.
Nach eigener Aussage bietet es eine Plattform für ausführliche, vertiefte Reflexionen über das Schweizer und das internationale Filmschaffen, für längere Hintergrundberichte und Analysen, für „überraschende Sichtweisen“ auf das Medium Film in Geschichte und Gegenwart. Mit der Ausgabe 2021 trat das Schweizer Filmschaffen noch mehr in den Vordergrund.
Jede Ausgabe widmet sich einem bestimmten Thema. Die thematischen Beiträge werden ergänzt durch die Rubrik CH-Fenster, die spezifische Stoffe und Themen des Schweizer Filmschaffens behandelt, durch einen Filmbrief, in dem Filmpraktiker von ihren filmischen Erfahrungen aus der ganzen Welt berichten, einen literarischen Beitrag und einen künstlerischen Bild-Essay. In der Rubrik Sélection kommentieren Filmkritiker die Schweizer Spiel- und Dokumentarfilme des laufenden Produktionsjahres. Und nicht zuletzt werden Branchenvertreter – Regisseure, Editoren, Produzenten, Komponisten u. a. m. eingeladen, eigene Beiträge zu verfassen und ihre Erfahrungen und ihre Sichtweise auf das Medium Film wiederzugeben.
Herausgeber: Benjamin Eugster, David Grob, Miloš Lazović, Nuria Massó, Simon Meier, Valentina Zingg.
Eine ausführlichere Darstellung der Geschichte des CINEMA wurde von Thomas Schärer anlässlich der 50-jährigen Jubiläums im Beitrag „Die Kunst der Selbstverjüngung – 50 Jahre CINEMA“ veröffentlicht.
Ein Statement der Redaktion umschreibt das Konzept:
«Die Diskussion um Film hat sich etabliert. Film muss sich nicht mehr als Kunst beweisen. Der gesellschaftspolitische Anspruch steht nicht mehr im Vordergrund. Wir wollen uns mit dem Medium kritisch auseinandersetzen und streben eine vielfältige Textmischung an, von Interviews mit Filmschaffenden über wissenschaftliche Auseinandersetzungen bis zu literarischen Beiträgen und Bildstrecken.»
Seit 2004 erscheint CINEMA im deutschen Schüren Verlag.